# Punak
Punak est un quartier du nord-ouest de Téhéran, la capitale de l'Iran.